# The Black Crown
The Black Crown é o terceiro álbum de estúdio da banda americana de deathcore Suicide Silence, lançado no dia 12 de julho de 2011 pela gravadora Century Media Records. O álbum conseguiu ter uma colocação melhor do que o seu anterior o No Time to Bleed, ficou na posição 28 na Billboard 200 vendendo mais de 17.000 cópias. É o último álbum com o vocalista Mitch Lucker.
Com a antecipação para o seu terceiro álbum após o lançamento de No Time to Bleed, Suicide Silence elaborou as gravação de The Black Crown em um curso de vários meses a partir do início de 2010 com as gravações, ideias e planos antes de sua chegada ao estúdio em 2011. O álbum foi produzido por Steve Evetts.

## Temas
O vocalista Mitch Lucker revelou que suas letras polêmicas anti-religiosas que foram incluídas nos álbuns anteriores do Suicide Silence não seriam incluídos no The Black Crown. Em uma entrevista para Kerrang! Lucker explicou: "Eu não estou tentando colocar as crenças das pessoas para baixo, é sobre mim e minha vida. Esta é a minha cabeça, abriu e derramou no papel, eu ainda tenho as mesmas crenças e os mesmos pontos de vista, mas eu sou mais aberto." "Neste ponto da minha vida, eu não vejo o bom em fazer as pessoas odiá-lo por algo que você diz. Este registro é para todos".

## A arte da capa
A capa de The Black Crown foi projetado por Ken "K3N" Adams, que projetou a arte dos álbuns do Lamb of God, assim como muitos outros artistas como Coheed and Cambria e 88 Fingers Louie.

## Recepção da críticas
Ganhando críticas positivas, The Black Crown foi elogiado pela revista Rock Sound, ganhando um 7 dos 10 classificações com uma revisão com manchete para leitura: "Não há mais do que a monotonia de deathcore do Suicide Silence ..." e continuou ainda mais para o estado "blastbeats e discordância do tecnicismo não faltam no terceiro LP do quinteto, mas nem são mais os melhores de todos. Na verdade, de mérito para grupo, há muito pouco neste título definitivo e dos mais utilizados no death metal, em vez disso, é parcialmente substituído por ambiguidades do metal moderno com longos breakdowns".
Metal Underground afirmou: "O que realmente faz The Black Crown um digno ouvir e eleva-o acima do deathcore de hoje", juntamente com a declaração "Todos os elementos familiares que fazem desta banda estão presentes nas músicas."

## Lista da trilha
Todas as letras é escritas por Mitch Lucker, toda a música composta por Suicide Silence.
| N.º            | Título                                                              | Duração |  |
| 1.             | "Slaves to Substance"                                               | 3:28    |  |
| 2.             | "O.C.D."                                                            | 3:20    |  |
| 3.             | "Human Violence"                                                    | 3:47    |  |
| 4.             | "You Only Live Once"                                                | 3:13    |  |
| 5.             | "Fuck Everything"                                                   | 4:34    |  |
| 6.             | "March to the Black Crown"                                          | 1:31    |  |
| 7.             | "Witness the Addiction" (com Jonathan Davis do Korn)                | 5:32    |  |
| 8.             | "Cross Eyed-Catastrophe" (com Alexia Rodriguez do Eyes Set to Kill) | 3:25    |  |
| 9.             | "Smashed" (com Frank Mullen do Suffocation)                         | 3:07    |  |
| 10.            | "The Only Thing That Sets Us Apart"                                 | 4:11    |  |
| 11.            | "Cancerous Skies"                                                   | 3:15    |  |
| Duração total: | Duração total:                                                      | 39:19   |  |

| iTunes faixas bônus edição |                                 |         |  |
| N.º                        | Título                          | Duração |  |
| 1.                         | "Superbeast" (Rob Zombie cover) | 3:40    |  |
| Duração total:             | Duração total:                  | 39:19   |  |

| Century Media Exclusive Versão Limitada |                   |         |  |
| N.º                                     | Título            | Duração |  |
| 1.                                      | "Revival of Life" | 4:07    |  |
| Duração total:                          | Duração total:    | 39:19   |  |

## Créditos
Suicide Silence
- Mitch Lucker - vocal
- Mark Heylmun - guitarra solo
- Chris Garza - guitarra base
- Dan Kenny - baixo
- Alex Lopez - bateria

Produção
- Produção e engenharia por Steve Evetts
- Mixiçagem por Chris "Zeuss" Harris no Planet Z Studios, Hadley, Massachusetts
- Engenharia adicional de Allan Hessler
- Gravado no The Omen Room Studios, Garden Grove, Califórnia
- Gestão por Jerry Clubb de Gestão Ricochet
- A&R por Steve Joh pf Century Media
- Arte e layout, Ken Adams
- Sound design e programação por Clinton Bradley